# Euplectrus ceylonensis
Euplectrus ceylonensis is een vliesvleugelig insect uit de familie Eulophidae. De wetenschappelijke naam is voor het eerst geldig gepubliceerd in 1896 door Howard.